# Castrillo de Villavega
Castrillo de Villavega é um município da Espanha na província de Palência, comunidade autónoma de Castela e Leão, de área  km² com população de 218 habitantes (2004) e densidade populacional de 7,58 hab/km².

## Demografia
| Variação demográfica do município entre 1991 e 2004 | Variação demográfica do município entre 1991 e 2004 | Variação demográfica do município entre 1991 e 2004 | Variação demográfica do município entre 1991 e 2004 |
| --------------------------------------------------- | --------------------------------------------------- | --------------------------------------------------- | --------------------------------------------------- |
| 1991                                                | 1996                                                | 2001                                                | 2004                                                |
| 340                                                 | 329                                                 | 282                                                 | 255                                                 |